# ČSD-Baureihe 365.0
Als ČSD-Baureihe 365.0 wurden Schnellzug-Schlepptenderlokomotiven der Tschechoslowakischen Staatsbahnen ČSD bezeichnet.

## Geschichte
Die Baureihe 365.0 stammt aus dem frühen Bauprogramm der Tschechoslowakischen Staatsbahnen und fällt in jene Phase, als vom Nachbau bewährter kkStB-Baureihen Abstand genommen wurde. Obwohl die von Vojtěch Kryšpín konstruierte 365.0 kein Nachbau einer österreichischen Type ist, ist sie durch zahlreiche Baucharakteristiken österreichischer Reihen gekennzeichnet und kann als Weiterentwicklung der kkStB-Reihe 910 angesehen werden.
Demgemäß handelt es sich um eine leichte Schnellzuglokomotive. In ihrer letzten Einsatzzeit diente die Reihe im Personenzugdienst. Zur letzten Einsatzstelle gehörte das Lokdepot Praha Masarykovo nádraží. Von hier liefen die Loks in Richtung Chomutov und Louny. Abgelöst wurden sie durch die Baureihe 475.1.

## Erhaltene Exemplare

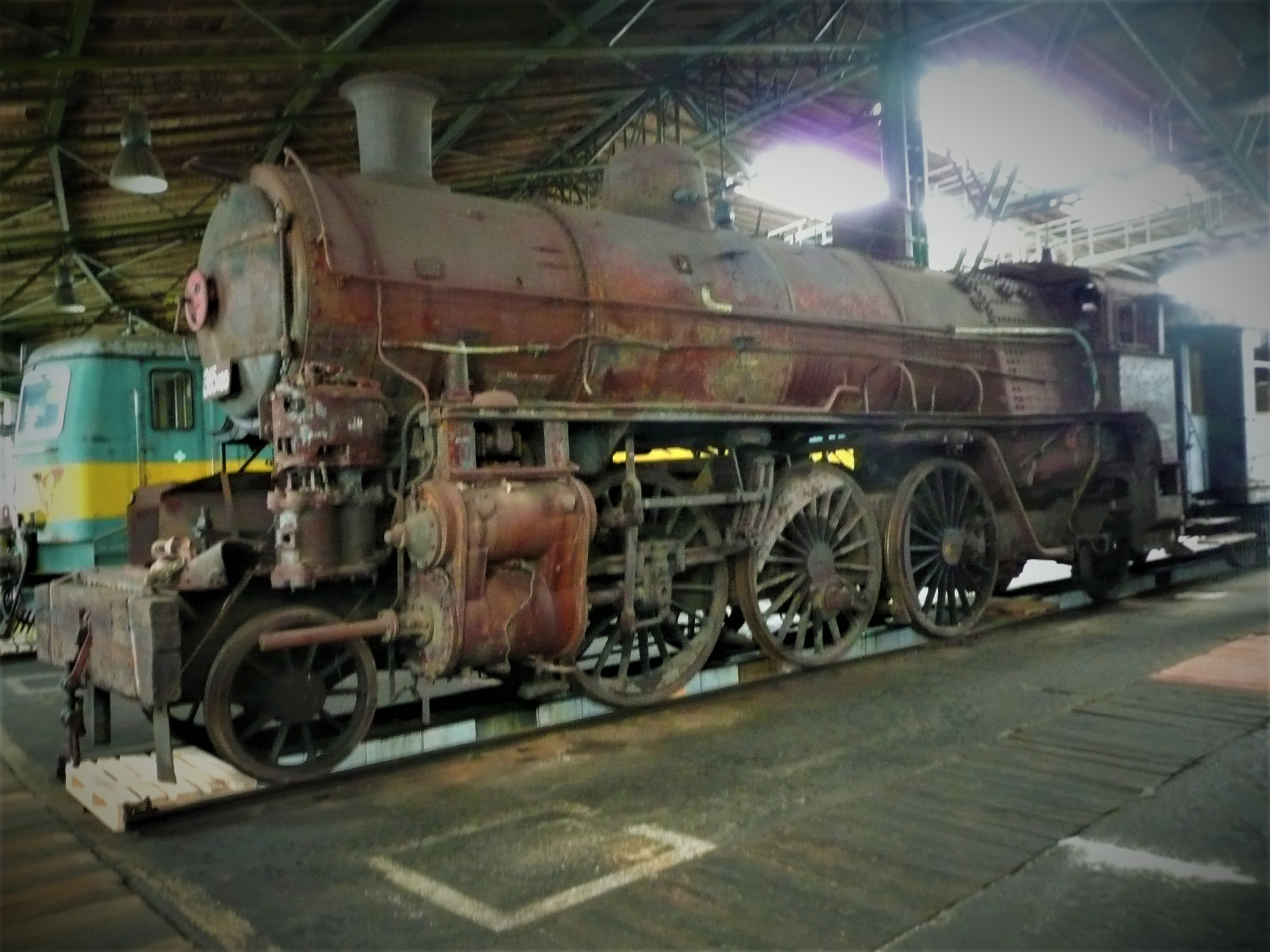
365.020 im Depot Chomutov des Technischen Nationalmuseums Prag (2018)

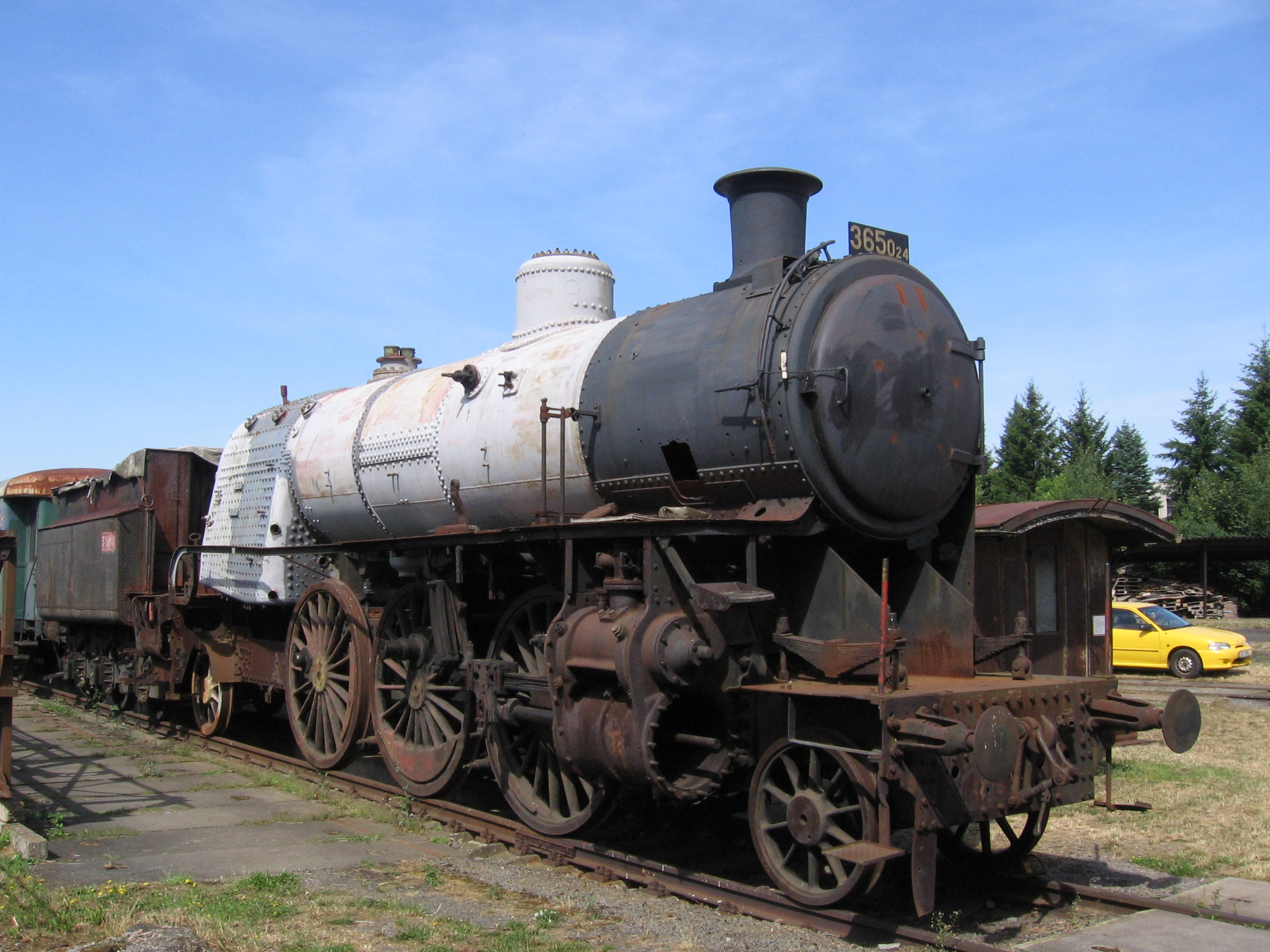
365.024 im Eisenbahnmuseum Jaroměř (2015)

Museal erhalten werden zwei Lokomotiven. Die 365.020 aus der ersten Bauserie gehört zum Bestand des Technischen Nationalmuseums Prag. Sie ist seit 2011 in desolatem Zustand im Museumsdepot Chomutov hinterstellt. 365.024 aus der zweiten Bauserie befindet sich im Eigentum des staatlichen Eisenbahnverkehrsunternehmens České dráhy. Im Jahr 2018 wurde entschieden diese Lokomotive wegen ihrer Bedeutung als erste in der eigenstaatlichen Tschechoslowakei entwickelte Lokomotivbaureihe wieder betriebsfähig aufzuarbeiten. Für die Erneuerung von Fahrwerk mit Radsätzen, Steuerung, Dampfmaschine mit Herstellung eines neuen Dampfzylinders, Kesselanbindung und Rollprobe wurde das Dampflokwerk Meiningen in Deutschland betraut, der Kessel wurde zur Instandsetzung zum Unternehmen SEA in Kolín überführt. Die Inbetriebnahme der wieder aufgebauten Lokomotive war für das Jahres 2022 erwartet worden, [veraltet] die Lokomotive, kehrte aber erst im Oktober 2022 aus Meiningen zurück, wobei die Endfertigung im Eisenbahnmuseum Lužná stattfinden wird. Der Torso einer weiteren Maschine steht im Eisenbahnmuseum Jaroměř.

## Umbau auf Kohlenstaubfeuerung
Die Lokomotive 365.023 wurde 1951 als Erprobungsträger mit Kohlenstaubfeuerung, die dem System Wendler ähnelte, ausgestattet. Sie erhielt die Nummer 365.501 und bekam einen umgebauten Tender unter der Bezeichnung 912.001. Mit diesem System wurden hohe Ansprüche an die Wartung der Lokomotivtechnik gestellt. Es waren teure stationäre Anlagen zur Bunkerung des Kohlenstaubes nötig. Zur Arbeitserleichterung des Lokomotivpersonals erwies sich die mechanische Rostbeschickung mit einem Stoker als die effektivere Variante.